# Cadwgan ap Bleddyn
Pour les articles homonymes, voir Cadwgan.
Cadwgan ap Belddyn (tué à Welshpool en 1111) est coprince de Powys pendant 23 ans entre 1088 et 1111

## Origine
Gadwgan est un fils cadet de Bleddyn ap Cynfyn et un proche parent de Gruffydd ap Llywelyn, roi de Gwynedd. Sa première action est relevée par les annales en 1087 lorsque, avec ses frères aînés, Rhiryd et Madog ap Bleddyn, il conduit une armée contre Rhys ap Tewdwr de Deheubarth. La victoire revient aux fils de Bleddyn et Rhys doit s'exiler en Irlande. Il revient rapidement avec une troupe de Norvégiens-Gaëls et écrase ses adversaires. Madog et Rhyrid restent sur le champ de bataille d'où Cadwgan parvient à s'échapper. Six ans plus tard, Rhys est tué par les Anglo-Normands qui conquièrent le Sud du pays de Galles et Cadwgan met à profit la confusion pour renouveler ses attaques contre le Deheubarth et le Dyfed, où ses incursions précèdent la conquête normande du pays.

## Règne
En 1094, Cadwgan défait les Anglo-Normands qui doivent limiter leur appétit au Dyfed et au Ceredigion car les Gallois profitent de l'absence de Guillaume II d'Angleterre, retenu en Normandie, pour mener une vigoureuse contre-offensive. Cadwgan et son allié, Gruffydd ap Cynan de Gwynedd, prennent la tête des révoltés qui remportent l'importante victoire de Coed Yspys qui est suivie par des dévastations galloises dans les comtés d'Hereford, de Gloucester et de Worcester. La grande expédition menée en 1097 par Guillaume II d'Angleterre lui-même génère peu de résultats mais provoque de lourdes pertes chez les Normands. Toutefois, en 1098, Cadwgan fait partie de la coalition galloise vaincue par Hugues de Montgommery, comte de Shrewsbury, à Anglesey, et il doit se réfugier en Irlande avec l'un de ses fils, Owain ap Cadwgan et Gruffydd ap Cynan. 
Après la mort de Hugues de Montgommery, comte de Shrewsbury,  tué par Magnus III de Norvège qui, lors de son expédition en mer d'Irlande, avait débarqué à Anglesey, Cadwgan et Gruffud rentrent de leur exil en 1099 et Cadwgan,  malgré la mort de son fils Llewelyn tué par les hommes de Brecon pour le compte de Bernard de Neuf-Marché, fait enfin la paix avec les barons des Marches de Galles. Il se reconnaît le vassal du nouveau comte de Shrewsbury et reçoit de lui en fief Ceredigion et une partie du Powys (Arwystli et Meirionydd).
En 1102, Robert II de Bellême entre en rébellion contre le roi Henri Ier d'Angleterre et convoque à son aide ses vassaux gallois, Cadwgan, Maredudd ap Bleddyn et Iorweth ap Bleddyn.  Les deux premiers répondent à l'appel mais Iorweth fait défection et prend le parti du roi,  ce qui est considéré par les Chroniques galloises comme une des causes de l'échec de l'entreprise de Robert II de Bellême. Iorweth  arrête son frère Maredudd qui est enfermé dans un donjon normand mais Cadwgan parvient à rejoindre ses domaines avec l'aide de l'évêque Richard de Belmeis, un partisan de Robert. En 1106,  les assassinats  de  Meurig et de Gruffyd ap Trahearn, coprinces d'Arwystli, sont imputables à son fils Owain ainsi que le rapt de la princesse Nest ferch Rhys.
En 1110, la conduite  de plus en plus violente de son fils Owain ap Cadwgan, qui tue un noble flamand, lui aliène les barons anglo-normands et le roi, et Cadwgan doit abandonner le Powys à ses neveux Ithel ap Rhiryd et Madodg ap Rhiryd qui en sont investis par le roi Henri Ier.  Il peut cependant conserver ses domaines propres contre un tribut de 100 livres. L'alliance de Madog ap Rhiryd avec Owain, son  propre fils, provoque une nouvelle intervention royale qui rend le Powys à Iorweth ap Bleddyn en 1110. Après le meurtre de ce dernier en 1111 par Madog ap Rhiryd, Cadwgan est investi une dernière fois du Powys avant d'être assassiné à son tour la même année à Trallwng Llewelyn par son neveu Madog ap Rhyrid.

## Postérité
Au cours de sa vie, Cadwgan contracta pas moins de sept unions:
1) épouse inconnue :
- Goronw, † 1101,
- Llewelyn, tué en 1098,
- Owain, tué en 1103.

2)  épouse inconnue :
- Owain ap Cadwgan.

3) Ne, normande, fille de Picot :
- Henry, otage pour le compte de son père,
- Gruffydd, otage pour le compte de son père.

4) Sanan ferch Dvinwal :
- Einion, † 1121.

5) Ellyw ferch Cedivor ap Collwyn :
- Gwrgant, † après 1113.

6) Gwenllian ferch Gruffydd:
- Madog, † après 1113.

7) Evron ferch Hoedlyw ap Cadwgan:
- Maredudd, tué en 1122 par son frère Morgan,
- Morgan, † à Chypre en 1125 lors d'un pèlerinage expiatoire pour le meurtre de son frère Maredudd.